# أخينوعم نيني

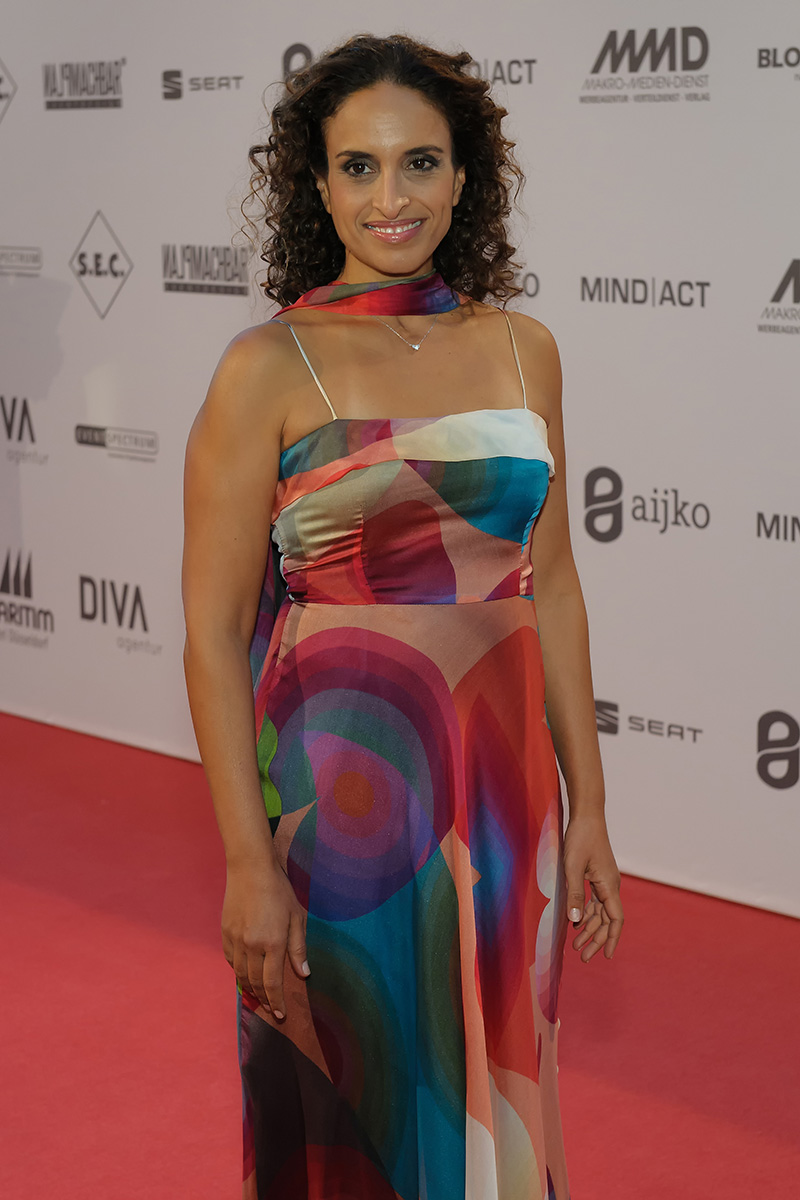
نوا في 2012

أخينوعم نيني (بالعبرية: אחינועם ניני) (مواليد 23 يونيو 1969) معروفة خارج إسرائيل باسم نوا هي مغنية إسرائيلية.

## السيرة
ولدت في تل أبيب لعائلة يهودية من أصل يمني وعاشت نوا في مدينة نيويورك من سن الثانية. التحقت بمدارس سالانتر أكيبا ريفرديل، المدرسة الابتدائية، ومدرسة الحاخام جوزيف ه. لوكستاين العلوية من مدرسة راماز الثانوية وبقيت في نيويورك حتى عودتها إلى إسرائيل في سن السادسة عشر. قضت نوا العامين الإلزاميين في الجيش الإسرائيلي في وحدة الترفيه العسكرية. درست نوا الموسيقى في مدرسة ريمون حيث التقت مع شريكها في العمل غيل دور. حاليا هي متزوجة من طبيب الأطفال آشر باراك. لديهما ثلاثة أطفال، أييلي، إينيها، ويم.
أدت أداء حفلات في قاعة كارنيجي وقاعة أفيري فيشر في مدينة نيويورك، أولمبيا في باريس، الكولوسيوم في روما، مركز باربيكان في لندن، قاعة زيلرباخ في سان فرانسيسكو، مهرجان رافينيا في شيكاغو، مهرجان مونترو لموسيقى الجاز ومهرجان باليو الموسيقي في سويسرا، مهرجان بالاو دي لا ميوزيكا في برشلونة، مهرجان شمال البحر لموسيقى الجاز وقاعة كاريه في هولندا، مهرجان ستوكهولم للمياه في السويد، فضلا عن العديد من الجولات الناجحة الكبرى في جميع أنحاء أوروبا والولايات المتحدة وكندا والبرازيل واليابان.
سجلت نوا أغاني باللغات الإيطالية، الفرنسية، الإسبانية، الغاليسية، الإنجليزية، العربية، العبرية، التايلاندية، والهندية.
شكلت نوا مع غيل دور ثنائيا ناجحا ولكن الدويتو الأشهر كان مع الملحن والموسيقي فريسكو زوهار. لقد لعبت ثلاثة مئات من الحفلات الموسيقية معا في جميع أنحاء العالم . أقام الثلاثة مئات الحفلات في مختلف دول العالم. تأثرت نوا بموسيقى مغنيي والكتاب الغنائيين في عقد الستينات أمثال بول سايمون، جوني ميتشل، ليونارد كوهين، وجيمس تايلور. أغاني نوا جمعت بين موسيقاها اليمنية جنبا إلى جنب مع تميز دور في موسيقى الجاز، الكلاسيكية، الريف، والروك. تستطيع نوا العزف على الآلات الإيقاعية، القيثارة، والبيانو.
جنبا إلى جنب مع المغنية العربية الإسرائيلية ميرا عوض مثلت بلدها في مسابقة الأغنية الأوروبية عام 2009 مع أغنية يجب أن يكون هناك وسيلة أخرى وتأهلتا إلى المرحلة النهائية وفي نهاية المطاف احتلا المركز السادس عشر.
في عام 1994 قامت نوا بإصدار نسخة باللغة الإنجليزية من موسيقى السلام عليك يا مريم للجمهور على الهواء مباشرة أمام 100 ألف شخص وملايين من مشاهدي التلفزيون ضمن احتفالات السنة الدولية للأسرة في الفاتيكان، روما، إيطاليا من قبل البابا يوحنا بولس الثاني.
أدت نوا ودور في مناسبات عديدة مع الأوركسترا الإسرائيلية. سجلت الألبوم معهم خلال الأداء الحي في قاعة مان في تل أبيب في عام 1997. على مر السنين تضاعفت مشاريعهم السمفونية بما في ذلك الحفلات الموسيقية مع الأوركسترا السمفونية من ليل، ميسينا، بارما، مورسيا، وفلورنسا.
في سبتمبر 2003 قامت نوا بإصدار العمل الموسيقي بعنوان عزلة ديلا روسي كتب كلماتها نقولا بيوفاني خصيصا لها. وكانت لجنة العمل من قبل اللجنة الأولمبية الثقافية في أثينا قد شهدت الأغنية. في 1 مايو 2004 قامت نوا دور جنبا إلى جنب مع فرقة مايومانا الإيقاعية الإسرائيلية بتقديم أداء مشترك في المباراتين النهائيتين لبطولة الدوري الأوروبي لكرة السلة بث لآلاف من مشاهدي التلفزيون حول العالم.
نوا داعية للسلام. أعربت عن تأييدها لتسيبي ليفني خلال الانتخابات التشريعية في إسرائيل في عام 2013.

## روابط خارجية
- أخينوعم نيني على موقع IMDb (الإنجليزية)
- أخينوعم نيني على موقع ميوزك برينز (الإنجليزية)
- أخينوعم نيني على موقع ميوزك برينز (الإنجليزية)
- أخينوعم نيني على موقع أول ميوزيك (الإنجليزية)
- أخينوعم نيني على موقع أول ميوزيك (الإنجليزية)
- أخينوعم نيني على موقع ديسكوغز (الإنجليزية)